# Dundas Shire
Dundas Shire är en kommun i regionen Goldfields-Esperance i Western Australia i Australien. Kommunen har en yta på 93 179 km², och en folkmängd på 1 141 enligt 2011 års folkräkning. Huvudort är Norseman. Andra orter i kommunen är Balladonia, Caiguna, Cocklebiddy, Madura, Mundrabilla och Eucla.